# Kaspar Unger
Kaspar Unger (* vor 1589; † nach 1589) war deutscher Tischler.
Er fertigte vor dem Jahre 1589 Getäfel und Schnitzarbeiten im Kloster Gutenzell. Auch die Türrahmungen im Vorraum der Prälatur im Kloster Ochsenhausen sowie zwei Portale im Museum der Stadt Ulm könnte nach Zuschreibungen von ihm stammen. Allerdings kommt hierfür auch der Memminger Thomas Heidelberger in Frage. Seine Heimatstadt dürfte das oberschwäbische Memmingen sein, da er dort im Jahre 1589 in den Büchern vermerkt ist.